# زو جیا
زو جیا(چینی:祖甲) زاده شده با نام دی جیا(چینی:帝甲) شاهی بود از شاهان دودمان شانگ در چین.
سیما کیان، تاریخنگار هان، در کتاب شیجی، او را شاه شانگ دانسته است که در تختگاه این، به شاهی نشست. او بیست و هفت سال فرمانروایی کرد؛ پس از وی لی شین به شاهی رسید.